# Cilleros
Cilleros (asztur-leóni és extremadurai nyelven Cillerus) település Spanyolországban, Cáceres tartományban. Cilleros Valverde del Fresno, Villamiel, Hoyos, Perales del Puerto, Moraleja, Vegaviana, Zarza la Mayor és Idanha-a-Nova községekkel határos. Lakosainak száma 1555 fő (2024).

## Népesség
A település népessége az elmúlt években az alábbi módon változott:
| Lakosok száma | 2112 | 2000 | 1962 | 1868 | 1831 | 1752 | 1716 | 1624 | 1617 | 1555 |
|               | 2001 | 2004 | 2006 | 2009 | 2011 | 2014 | 2016 | 2019 | 2021 | 2024 |